# とらかぷっ!
『とらかぷっ！』は、株式会社ウィルのブランド・PULLTOPより発売された18禁恋愛アドベンチャーゲームである。2003年にはWellMadeからPlayStation 2移植版『とらかぷっ! だーっしゅ!!』が発売されたほか、2006年6月30日には廉価版が発売された。 
タイトルの『とらかぷっ』は『トラブルキャプチャー』の略だが、メインヒロインの桜姫の噛みつき攻撃の名称でもある。

## 内容

### システム
本作はアダルトゲームのシステムとシミュレーションゲームのシステムが採用されている。
シミュレーションゲームパートの目標はできるだけたくさんの色珠を湯玉にして放って領土を拡大することである。ただし、一日のうちに放てる湯玉には限りがあり、プレイヤーは散薬と温泉の効能を利用して湯玉を放てる数を増やしていくこととなる。なお、色珠は他チームと交換することが出来、友好度によってレートが変化する。
ゲーム内イベントの中には条件付きで発生するものがあり、9日目（8月4日）までのプレイヤーの行動により、個別ルートへ進むことができる。
ルートは神とその獲り手という組み合わせで分けられており、このうち、獣ノ神（桜姫 ）ルートは8月15日までの黒玉獲得数で1位を獲得していないと強制的にゲームオーバーとなる。

### あらすじ
温泉地として知られる地方都市、四方山町には、60年に一度開かれる「四方山大大祭」（よもやまだいたいさい）という祭があった。
町にある3つの神社が合同して開催するこの祭りには、その神社にまつられている三柱の神々が密かに「黒」という化け物を退治するという重要なイベントでもあった。
7月のある日、主人公・上坂 優太は東京から四方山町に引っ越してきたばかりであり、両親が来るまでの間、一人暮らしをすることになった。
その日の夜、祭りの参加者の一柱である獣ノ神・桜姫は「黒玉怪獣」を追いかけ、入浴中の優太のもとになだれ込む。桜姫は優太を祭りに参加する神様の従者「獲り手」に選び、会って早々シモベ呼ばわりする。
辞退しようとする優太に対し、桜姫は「魅了方術」なる術で言いなりにしようとするが、三回に渡って失敗を重ねた上に自分まで術にかかってしまい、ファーストキスと自身の神通力も優太にあげてしまった。
結局、優太は桜姫を家に入れ、彼女の「獲り手」として「黒払い」に参加することになった。

## 主な登場人物

### 主人公
上坂　優太(かみさか　ゆうた）
主人公の少年。東京から四方山に越して来たが、一緒に来るはずだった両親が仕事の都合で1ヶ月後まで来られなくなったため、四方山町の祖母（故人）宅で実質一人暮らし。性格は温厚で若干ヘタレ。
野球好きで、部屋に選手のポスターを貼っていたり、テレビで野球中継を観るほか、桜姫に野球について解説を求められた際には簡単な説明のはずが20分以上に渡って熱く語ってしまうほどである。
引っ越し初日の夜の入浴中に「黒玉怪獣」の襲撃を受け、ほぼその場の成り行きで「獲り手」に選ばれた。当初は戸惑うばかりだったが、「黒払い」に参加するうち、次第に実力を増して行く。掃除好きな性格で、汚れている場所を見るとつい掃除してしまう。
幼少時、両親と共に帰省した際に大祭に参加し、ヒロインである桜姫、歌夜、夏葉に出会っているが、とある事件が原因でその際の記憶を失っている。

### メインヒロイン
桜姫 （おうき）
声 - 日向裕羅
獣ノ神で、近所の猫たちから尊敬を受けている。優太を「シモベ」扱いしたり、魚の身をほぐさせたりとわがままで少々高飛車だが、自身とその一族(とりわけ母親）に強い誇りを持っている。魚が好きで、特に煮干しが大好物である。
虎耳としっぽは自在に出し入れ可能。頭を撫でられるとふにゃふにゃになってしまう。蕨に気に入られ、やたらと撫で回されるため、苦手意識を持っている。
ツンケンとしている一方、ドジなところがあり、トンカツにかけようとしたレモンが目に飛び散った時に、レモンまみれの手で目を拭って悶絶したりしている。そのため、けんか友達である御翼からは「バカトラ」と呼ばれている。
個別ルートでは、彼女が人間界に来た理由は祭（黒払い）に参加するためだけではなく、60年前に行方不明になった母親を探す目的もあったことが明かされる。実は以前の四方山大祭の際に一度人間界に来ていたが、母親とはぐれた幼少時の優太を励ましていたため、母親を探すための時間はなくなってしまった。ただし本人はそのことを悔いてはいない。
当初は優太をシモベ扱いしていたが、同居生活を送るうち、優太の肩を揉んであげたり、お互いの身の上話を打ち明けあったりするなどするようになる。口癖は「がるるぅ」怒るとよく優太の腕に噛み付く。ツンデレ。
荻嶋 歌夜（おぎしま かよ）
声 - 松本あゆな
御翼の獲り手。丸メガネをかけたメガネっ子。四方山町の再開発を進める北進グループの令嬢だが、ハンカチの代わりに目覚まし時計（大音量のアラーム付き）を初対面の優太の目の前で落として反応を伺うなど、ボケに全力を注ぐタイプである上、いたずら好きで、よく騒動を起こす。大抵の格闘技に秀でているが、本人は通信教育で会得したものだとしている。
上坂家が東京へ転居したあと、家の管理を任され、その際に敷地内にある露天風呂をことのほか気に入り、度々入り浸っていた。そのため、優太が東京から転居して来た際には家はかなり手入れされており、こぎれいな状態だった。
実は幼いころに主人公と面識があり、後述するブライアントの名付け親で元飼い主であることが彼女のルートで明かされる。その当時は今と違い、自分のことを「オレ」と呼ぶなどボーイッシュな性格だった。また鳥ノ神の一族の血を強く引いているため、羽を生やして飛行することも可能だった。主人公との再会を約束したものの、高熱で果たせなかった上に、羽を失ってしまい、結果的に約束を果たせなかったことを密かに悔やんでいる。
御翼（みつば）
声 - 天馬和音
鳥ノ神で、名前は一族の英雄である美津羽に由来する。体力に自信がある一方、食いしん坊であまり考えていないことが多く、けんか友達である桜姫には「バカドリ」と呼ばれる。一方で、優太と歌夜を好いている。口癖は「ぴぴぴぃ」。背中の鳥の羽根は桜姫の耳と尾と同じく出し入れ可能。美津羽と同じ波動を持っており、美津羽の呪いの影響を強く受けてしまった上にそれを黒ノ巨人の右足に利用されそうになる。
日乃宮 夏葉（ひのみや なつは）
声 - みなみ
静波の獲り手で、歌夜の友人にしてツッコミ役。家は龍野神社で、巫女装束姿でいるときもある。普段の一人称は「わたし」だが、優太と会ったばかりのころに二度ほど「ボク」と言いかけている。
優太と初対面の際に歌夜のいたずらが原因で優太が入浴している所に裸で入って来てしまい、お互いに裸を見られてしまったため、そのことを思い出す度に赤面している。
彼女のルートでは、幼いころに主人公と会っていたことや、心臓の持病を抱えていることが判明する。また、黒ノ巨人の右手の部分が彼女の命の中に溶け込んでいる。
静波（しずな）
声 - 木葉楓
竜ノ神で、獲り手である夏葉に心酔している。一見するとおとなしい女性だが、思い込みが激しい。一度キレた際には、桜姫や御翼はもちろん歌夜ですら逆らえなかった。頭の龍の角は他の二人同様出し入れ可能。
実は前回の大大祭にも参加しており、その際には最年少優勝記録を打ち立てている。

### サブキャラクター
蕨 紀子（わらび のりこ）
声 - 木葉楓
歌夜の友人。常にテンションが高く、楽しいこととおしゃべりが好き。また、目の前の出来事を現実として受け入れることができる。口癖は「ゲロマブ」。アイドルグループ「ミミモミ」のファン。
週末は繁華街を利用しており、よく桜姫と出くわす。
武藤 睦美（むとう むつみ）
声 - 天馬和音
紀子の知人にしてツッコミ役。テンションの高い紀子とは対照的に、落ち着いた性格をしており、目の前の非現実的な出来事を現実として受け入れることを苦手とする。また、紀子との付き合いが長いこともあり、隠してはいるものの流行ものには目ざとい。祭り好きの父親を持つ。
小鶴 羽（おづる はね）
声 - 柳井流海
祭司の家の代表者で、今回の祭りの監督役を務める少女。また、歌夜ははとこにあたる。10歳という年齢の割に、大人びた性格をしている。
正体は鳥ノ神の一族の英雄として知られる美津羽。祭を見守り、金の玉を守るために、自らの体を文字通りに植物化させ、四方山の大地を見守っている。羽は美津羽の一部（仮の姿）に過ぎず、歌夜の大婆など、様々な仮の姿を持ちながら1200年の時を生きている。
日乃宮 喜十郎
声 - なし
夏葉の祖父で、夏葉の家の道場の師範を務めている。厳格そうな見た目だが、よく夏葉に隠れて道場で菓子を食べては怒られている。以前の大大祭では静波の獲り手として祭りに参加していたが、騒動に巻き込まれる形で優勝しており、本人は漁夫の利だと話している。実は妃咲が存命であることを知っている数少ない人間の一人で、妃咲が地上で生活を送るための協力者でもある。
妃咲（きさき）
声 - 飯田空
桜姫の母親で、桜姫に強さと優しさを教えた人物でもある。
代表として参加した60年前の大祭で起きたトラブルにより、天上界に帰れないほどの大怪我を負った。そこで、時間を小刻みにして、1日2時間に一つ分しか年をとらない呪いを自身にかけた。このため、1日二時間しか普通の人間と同じように活動できない。そのようなハンデの中、黒覆面として、黒ノ巨人を倒した優太達の前に現れて金の玉を回収したり、彼らに攻撃を仕掛けたりした一方、胴体の巨人との戦いで大怪我を負った優太を助けることもあった。
桜姫ルートでは、主人公と桜姫が祭に参加している間にお手伝い（家政婦）の佐々木さんという偽名を用いて二人の食事を作っていたことが判明する。
ブライアント
声 - 不明
優太がペット兼番犬代わりとして飼育している雄鶏で、飼い主に懐いている。見た目はただのニワトリだがかなり強いらしく、完全に神通力が回復した桜姫を負かせるほど。
実は12年前に歌夜が縁日の屋台で買ったひよこを優太に譲渡したという経緯があり、そのため歌夜とも面識があるものの、優太本人は覚えていない。
大きな神
声 - なし
四方山を実質的に支配している神。もともとは四方山の四人の神の一人。逞しい体格の長髪の男性の姿をしており、常に黒マント姿。他の神々とは異なり、一族を持たないただ一人の神。他の三神からはズボラな性格などを指摘され、しばしば叱られていたが、その一方で、慕われており、とりわけ美津羽とは恋人同士でもあった。
四方山が天地の狭間にあったころ、四方山に残された遺跡を調査するさいに、その遺跡が秘める巨大なエネルギー（黄金の扉）を独り占めしようとしたが制御に失敗、さらに四方山に溢れた『黒』に取り込まれてしまい、黒ノ巨人となって四方山を壊滅させてしまったため、残りの三神によって倒され、地下に封印された。現在は四方山の地下にある金の扉の向こうで、祭(黒払い）の勝者の願いを叶える役割を担っている。
以上は後述する『美津羽の語り』の中での解説だが、実は祭を後世に根付かせるため、意図的に脚色されており、彼が黄金の扉を暴走させたのではなく、自ら犠牲となって四方山を守ろうとしたのが真相である。
僕
声 - なし
優太が幽体離脱した状態で、3つのルートの攻略後プレイできるおまけシナリオの主人公。3つのルートでの経験値を記憶として蓄積しており、そのためかなり強力な力を持つ。なお身体には『優太』本人の意識が残っているため、厳密には幽体離脱とは若干異なる。幽体状態では物や人には一切触れることが出来ず、羽以外には姿も見えない。そのため実体が必要な時には『優太』の身体に乗り移って行動する。姫や羽と一緒に四方山に纏わる真実に迫って行く。
姫（ひめ）
声 - なし
PS2のおまけシナリオに登場する少女で、「僕」と行動を共にしている。優太以外には姿が見えず、会話もできないものの、優太は雰囲気から少女だと判断している。前述の『僕』同様に幽体状態のため、物や人に触れることが出来ないため、黒ノ巨人との戦闘時など実体が必要な場合には桜姫の体に乗り移っている。
実は1200年前の人物で、美津羽や大きな神に育てられた。声が出せないのは生まれつきで、桜姫に乗り移っているときも会話は出来ない。

### その他
荻嶋 誠太郎(おぎしま せいたろう）
声 - なし
北進グループの創始者で、歌夜の祖父でもある。元々は祭司家の跡取り息子だったが、歌夜の祖母との大恋愛の末に駆け落ち同然に荻嶋家の婿養子になった。一代で北進グループを育てあげた後に引退し、故郷である四方山の発展に尽力したとされているが、歌夜は自身の行為の罪滅ぼしの意味もあるのではないかと推測している。
かなりの好事家でもあり、自らの屋敷に落とし穴などのトラップを多数仕掛けている。また祭のスポンサーでもある。
作中では直接登場しない。
上坂 たま
声 - なし
優太の祖母。故人。小柄でいつもにこにこしていたが、実は60年前の大大祭で妃咲と組んで獣ノ神の獲り手を務めており、獲り手に選んだ妃咲自身が驚くほどの腕前を見せていた。

## 用語
四方山町
メインの舞台になる地方都市。温泉地として知られており、多くの観光客が訪れる。三つの山（虎耳山、鳳山、龍野山）と三つの川で分けられており、各地区ごとに異なる神を崇めている。近年は北進グループによる大規模なニュータウン開発が進む一方で、古くからの田園風景や豊かな自然も色濃く残されている。
大大祭(だいたいさい）
60年に一度行われる大規模な祭典。その裏では後述する黒払いが三神とその獲り手によって行われている。本来神様はこの祭りの期間中しか人間界を訪れることが出来ない。
大祭
12年に一度の割合で開かれる祭。虎耳神社、龍野神社、鳳神社が三社合同で行う。
虎耳神社（こじじんじゃ）
獣ノ神を祀る神社。元々は虎耳山の山中にあったが、60年前の大大祭の時に火災に見舞われてしまい、戦時中だったため再建がなされないまま放置されていたが、十年ほど前に虎耳山の麓に再建された。現在は三社の中で最も立派な本殿があり、訪れる観光客も多い。旧虎耳神社の本殿は妃咲の本拠でもある。
鳳神社（おおとりじんじゃ）
鳥ノ神を祀る神社。虎耳神社には劣るが立派な本殿があり、多くの観光客が訪れる。
龍野神社（たつのじんじゃ）
龍ノ神を祀る神社。夏葉の実家でもある。境内には社務所や本殿のほか、夏葉の家や道場がある。同じく多くの観光客で賑わっている。
黒払い
四方山に湧き出ている『悪しき気』である『黒』を三神と獲り手が退治する儀式。『祭り』とも呼ばれる。お互いに捕まえた黒玉の数を競い合う方式になっており、優勝者は『金の湯』と呼ばれる金色の湯を汲む権利が与えられる。
黒玉の活動期間や活動時間に合わせるため、期間は1ヶ月、時間帯は午後7～10時までと定められている。なお期間中に相手やその獲り手を直接攻撃することは禁止されている。また、一週間のうち日曜日は安息日とされており、黒玉も活動しない。
黒玉
『黒』が後述する湯玉を取り込んだ状態。まっくろくろすけに似ている。単体や少数の場合は大した害はないが、多数が集まると、後述する『黒玉怪獣』となる。
湯玉
四方山に住む地霊。様々な色の玉に目や耳、角などが生えたような姿をしている。三神に使役される使い魔のような存在でもある。　　
黒玉怪獣
黒玉が多数集まった状態。巨大な縄文時代の遮光式土偶のような姿をしている。力の強さや凶暴さは集まった数に比例する。
黒ノ巨人
声 - なし
かつて四方山を破壊した巨人。正体は不明だが、黒玉を働き蟻呼ばわりしているため、黒玉怪獣とは別の存在と思われる。自身は『黒の巨人』という呼び名を気に入っておらず、『大きな神』と名乗っている。三神を激しく敵視している。出現時は当初は同じ姿で現れるが、正体を顕すときは足や胴体など人体の一部が変化したような姿になる。個体ごとに性格や言動は大きく異なる。
美津羽の語り（みつば）
歌夜のルートで大きなキーワードになる書物。地下の秘密の書庫にある。世間一般では黒ノ巨人の伝説を下敷きにした近代の創作とされている。
実は書物の内容は全て真実であり、ある意味四方山の正史を記したもの。特に祭の起源や、美津羽の呪いに関する記述が詳細に描かれている。
荻嶋邸
歌夜の実家の豪邸。黒払いの成果の集計場所でもある。実は祭司家の所有であり、普段はもっぱら羽がいる。いたるところに誠太郎の趣味で作らせたトラップが仕掛けられている。歌夜はこの家ではなく、荻の湯を生活の拠点にしている。
実は歌夜の大婆によって地下に秘密の書庫が作られている。出入り口は一見壁にしか見えない場所と、黒玉の集計場所にある本棚の裏の二カ所がある。
荻の湯（おぎのゆ）
歌夜と御翼が生活の拠点にしている銭湯。元々歌夜の祖父が事業に成功する前から経営していたもので、地域住民に好評だったため現在も経営している。

## 開発
本作の企画とシナリオは、ウィルの別ブランドであるrúfの『独占』のシナリオを担当した椎原旬と下原正が手がけ、椎原がディレクターを務めた。 また、原画はたけやまさみが担当した。
本作は開発初期の段階から「お祭り」「神様」「チーム」という要素が確定しており、ヒロイン達がパートナーを連れて、主人公と同じ立場で戦っているという設定が作り上げられた。単なる戦いよりは何かを巡って競い合う方が相応しいという考えから、神様がほしがるほどのお宝は温泉であるということになり、舞台は温泉地に設定された。また、「シミュレーションゲーム形式なら祭の雰囲気を一瞬で伝えることができ、パラメーターや行動ルーチンという形でキャラクターの性質を示すことができる」という理由から、シミュレーションゲームパートが導入された。
本作は、「楽しいゲーム」を目指して作られた作品であり、キャラクター設定やテキストの方向性、そしてアドベンチャーゲームパートの演出などの開発には注意が払われた。同様の理由で、あえてバッドエンドは用意しなかった。ディレクター兼シナリオライターの椎原旬は、「バッドエンドのフラグが立っているにもかかわらず、最終日まで遊ばせて、結果的に幸せになれないというプレイを、ユーザーにさせたくなかったんです。」と公式アートワークス内のインタビューの中で話している。

### キャラクター設定
開発スタッフは「お祭り」と「神様」という要素から、先にヒロインとなる神々を作り、後から彼女たちのパートナーを作った。
動物モチーフにするというアイデアは、後から付け加えられたものであり、桜姫の初期デザインには虎の耳や尻尾は無かった。
ヒロインのモチーフには十二支を使おうという提案があったが、むやみにキャラクターを増やすとキャラクターのエピソードが薄くなってしまうほか、馬のようにデザインがしにくいものもあったため、見送られた。
ヒロインの人数が3に決まったことにより、偶然四聖獣とも対応し、さらに、敵キャラクターである巨人との対立構図ができあがった。
ヒロインの内、桜姫は最初に作られたキャラクターであると同時に、初期案から大幅な変更があったキャラクターでもある。
最初は気高いお姫様のようなキャラクターとして設定したものの、次第に気の強さだけが強調されるようになり、虎のパーツをつけているうちにお姫様要素が弱まり、最終的にはたけやが「普通の猫」と称するほど庶民的な要素の強いキャラクターに仕上がった。また、一人寂しく食べている姿が切なく見えるということで、にぼしが好物に設定された。
御翼はヒロインというよりも賑やかしという位置づけに置かれ、甘やかされがちな桜姫に対するストッパーであると同時に、純真で幼いキャラクターとして設定された。彼女の純真さの表現するため、温泉の場面の立ち絵を全裸にする予定だったが、立ち絵にモザイクを入れるのはどうかということになり、腰にタオルを巻いたデザインに変更された。その一方で、他のスタッフからユーザーの人気が出ないのではないかと懸念されることもあった。
歌夜も設定やデザインの変更があったキャラクターであり、当初は何十年も前から四方山を見守る存在として設定されていたが、設定が重すぎると判断され、親戚である羽に設定が割り振られた。また当初は、歌夜の高祖母が祭りの審判である大婆様として登場する予定で、一部のボイスの収録まで行われていたが、台詞が多すぎるということで、大婆様の役割も羽に割り振られた。また、歌夜の祖父である誠太郎も、設定上の存在となった。最終的に歌夜は、かわいさよりも面白さを優先したトラブルメーカーに仕上がった。
静波と夏葉は、人気が出るようにデザインされており、初期案がほぼそのまま通った。一方、彼女たちの物語の内容は型破りにするという方針が立てられ、終盤の展開は夏葉のヒロイズムを強調した内容となっている。
主人公である優太は、桜姫を甘やかす存在として仕上がったキャラクターであり、椎原は「ヒロインに対して恋人ではなくお母さんの気分を味わえるゲームになってしまいました(笑)」とインタビュー内で振り返っている。また、初期案では優太の家にある開かずの間に桜姫の母・妃咲が家政婦として隠れ住んでいるという設定や、上坂邸の温泉が最終決戦の地への入り口となる設定があったが、物語のバランスが崩れるおそれがあったことから、没となった。優太のペットであるブライアントは、歌夜が買い与えたというエピソードから発展して作られたキャラクターであり、当時近鉄バファローズに所属していたラルフ・ブライアント（プロ野球選手）にちなんで名付けられた。ブライアントはミニキャラを担当した犬・よしきによるデザインに影響される形で、桜姫のへっぽこぶりを強調するキャラクターに仕上がった。
妃咲は桜姫のけなげさや、祭の多重構造を表現するために作られたキャラクターでもあり、下原は彼女の立ち位置をタキシード仮面にたとえている。
蕨と睦美は一般人の視点を表現するために作られた。

## 反響
発売前は静波に人気が集まっていたが、発売後は桜姫に人気が集まった。
その一方で、ユーザーからは御翼に対する指摘が寄せられた。下原は御翼について、皆に理解してもらえるようなかわいさを表現すべきだったとインタビューの中で振り返っている。

## 主題歌
オープニングテーマ「Go with me！」
歌：Kae
エンディングテーマ「きっと、ずっと」
歌：Rita（理多）

## 関連商品
- PULLTOP公式アートワークス とらかぷっ!

2002年11月1日発売。

### 書籍
- ターニングポインツ 編『PULLTOP公式アートワークス とらかぷっ!』メイーグルパブリシング、2002年11月1日。ISBN 4-90119-163-2。
  - 「四方山観光案内」、4-6頁。
  - 「CG&原画集 獣ノ神チーム」、8-21頁。
  - 「CG&原画集 鳥ノ神チーム」、22-35頁。
  - 「CG&原画集 竜ノ神チーム」、36-49頁。
  - 「CG&原画集 その他のキャラクター」、50-55頁。
  - 「クリーチャーデザイン」、70-75頁。
  - 「四方山大大祭完全攻略ガイド」、104-105頁。
  - 「スタッフインタビュー」、106-113頁。